# عبد الرحيم مزيان
عبد الرحيم مزيان (وُلد في 20 مارس 1968) دبلوماسي مغربي، عُين في ديسمبر 2021 بمنصب سفير المغرب لدى دولة فلسطين. وفي 6 فبراير 2022 قدم أوراق اعتماده إلى وزير الخارجية الفلسطيني.